# Alpaida picchu
Alpaida picchu är en spindelart som beskrevs av Levi 1988. Alpaida picchu ingår i släktet Alpaida och familjen hjulspindlar.
Artens utbredningsområde är Peru. Inga underarter finns listade i Catalogue of Life.